# チェコ鉄道660系電車
チェコ鉄道660系電車（愛称インターパンター）は、チェコ鉄道の交直流特急形電車である。シュコダ・ヴァコンカにて製造された。

## 概要
実績のあるレギオパンターをベースにした１階建て・交直両用電車で、外観もほぼ同じである。ただし、中距離特急・長距離列車用に位置づけられていて、座席数を増やした内装で設計された。そのうえで、空調、最新の音響つき液晶ディスプレイ情報表示、バリアフリーのトイレ、Wi-Fi、コンセントが備えられた。全てシュコダ・ヴァゴンカにて製造され、5両×10編成(350席)、3両×4編成(200席)が運行している。従来の旧型の革製座席車が残っている路線では、旅行客の快適性が大きく向上した。最初の編成はオロモウツ - プルジェロフ - ブルジェツラフ - ブルノの特急に投入された。

## 構造

### 車内
2扉、固定クロスシートである。一つの車両に1等車(3列)・2等車(4列)が混在しており、1等車はデッキで区切られている。

## 形式
3両編成は660.0形、662.0形、661.0形の各車両からなり、5両編成はそれぞれ独立した660.1形、662.1形、064.1形、662.2形、661.1形からなる。662形と661形は一部が1等車となっている。

## 編成
チェコ鉄道が発注したのは全14編成で、5両×10編成、3両×4編成からなる。 本電車の位置づけは国内の交流25kV 50Hzと直流3kVの路線用である。 最高営業速度は160km/hに達する。

## 車両配置と運用線区
最初に本系列はオロモウツ - ブルジェツラフ - ブルノの特急に2015年11月から導入され始めた。2015年末のダイヤ改正後、この運転系統に新しい種別特別リフリークが与えられ、一部の(スタレー・ムニェスト・ウ・ウヘルスケーホ・フラヂシチェ –) ホドニーン – ブルジェツラフ – ブルノの快速にも充当された。
2016年1月27日、インターパンター編成がブルノ - チェスカー・トルジェボヴァー・プラハの系統に初めて投入された。2016年4月1日以降は5両×10編成と3両×2編成が運用していた。660.101 - 104と660.001, 660.002の各編成はブルノ - ブルジェツラフ - オロモウツ間の特急とブルノ - ブルジェツラフ - ホドニーン間の快速を担当している。660.105 - 110の各編成は主にブルノ - チェスカー・トルジェボヴァー - プラハ間の特急を担当している。
最後の3両2編成、660.003,004は2016年4月25日に投入された。